# Robert Gardner (archeologo)
Robert Gardner (1889 – 1972) è stato un archeologo e fotografo britannico.

## Biografia
Dopo aver completato i suoi studi all'Emmanuel College di Cambridge, Gardner ricevette la Craven Fellowship presso la British School in Rome, 1912-13, che fu prorogata per un anno (nel 1913-14) per studiare la romanizzazione dell'Italia meridionale. Nel 1913, in compagnia di Thomas Ashby, Direttore della British School in Rome e J.S. Beaumont, vincitore di una borsa di studio, ha esplorato la via Appia e via Traiana da Roma a Brindisi. Gardner realizzò più di 1 700 scatti fotografici nel corso di una serie di viaggi compiuti in quegli anni in Italia meridionale e all'Estero (Inghilterra, Francia, Grecia e Malta). Fotografò la via Appia e la via Traiana nella primavera del 1913 in compagnia del collega John Beaumont e del famoso archeologo-topografo Thomas Ashby; si concentrò in particolar modo sul tratto da Benevento a Brindisi. La prima guerra mondiale interruppe i suoi studi. Partì volontario e trascorse in Francia tutto il periodo della prima guerra mondiale. Non sappiamo nulla della sua vita dopo la guerra ma sappiamo che sopravvisse ad essa grazie a un riferimento a lui come Fellow ed Economo dell'Emmanuel College nel 1958.

## Raccolta fotografica
Il viaggio di studio, che ha visto la città di Benevento visitata in più riprese e tappa fondamentale del tour, era finalizzato alla ricostruzione topografica del tracciato delle due più importanti arterie stradali dell'Italia meridionale, e venne realizzato percorrendo parte a piedi e parte in bicicletta i territori interessati dalle due vie: prima da Benevento a Brindisi lungo la via Appia, poi da Bari a Benevento lungo la via Traiana, descrivendo quello che rimaneva delle due antiche direttrici, annotando e fotografando tutti quegli elementi, resti di ponti, ruderi, acciottolati, elementi architettonici, direttamente o anche indirettamente connessi con le strade, ricostruendone nelle linee generali i tracciati. Il frutto di tale ricerca, costituito da un'accurata sintesi storica e topografica, venne pubblicato in due articoli tra il 1916 e il 1917. Le indagini degli archeologi inglesi, quindi, sono ancora oggi a distanza di quasi cento anni, un valido e fondamentale punto di riferimento per tutti coloro che in seguito si sono dedicati allo studio delle due strade. Ashby, Gardner e Beaumont arrivarono a Benevento nel mese di aprile 1913 e da qui, parte a piedi e parte in bicicletta, si avviarono lungo la via Appia in direzione di Taranto per poi tornare a Benevento nei primi giorni del mese di giugno del 1913. Queste informazioni sono certe grazie ai loro dettagliati appunti di viaggio (quelli di Gardner scritti in latino). I tre studiosi ebbero la possibilità di osservare i resti di quelle strade in uno stato di conservazione sicuramente migliore rispetto ai giorni nostri, prima delle considerevoli trasformazioni che quei luoghi (città e campagne) hanno subito in questi ultimi cento anni della nostra storia. Della vita di Robert Gardner sappiamo pochissimo (eccetto gli appunti di viaggio sopra citati).